# Nebulosa do Véu
A Nebulosa do Véu é uma enorme remanescente de supernova. Foi observada pela primeira vez por William Herschel em 5 de setembro de 1784. A luz da explosão da supernova original provavelmente atingiu a Terra mais de 5.000 anos atrás. Devido ao seu tamanho, mais de 90 anos-luz de diâmetro, suas partes mais brilhantes são reconhecidas como independentes. O Telescópio Espacial Hubble capturou diversas imagens da nebulosa. A análise das emissões da nebulosa indicam a presença de oxigênio, enxofre e hidrogênio.

## Componentes
- O Véu Ocidental é constituído pela NGC 6960
- O Véu Oriental é constituído pelas NGC 6992, NGC 6995 e IC 1340
- Triângulo de Pickering a mais brilhante na borda norte central do circuito

## Galeria

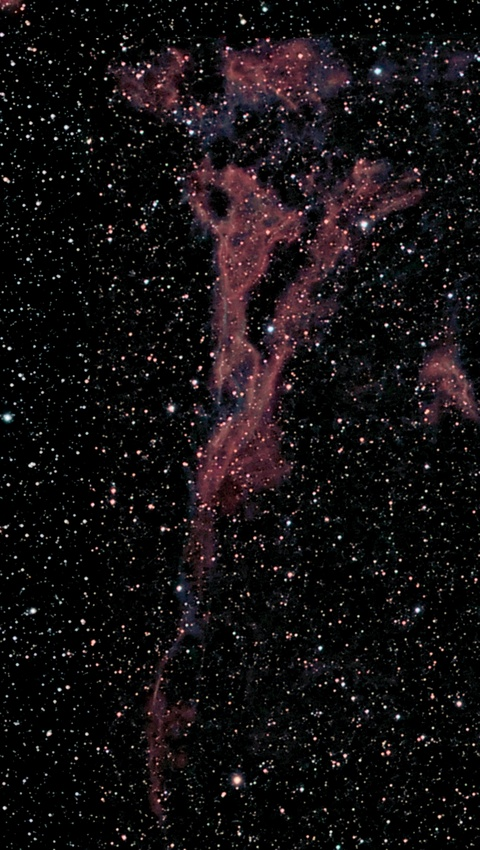
Triângulo de Pickering
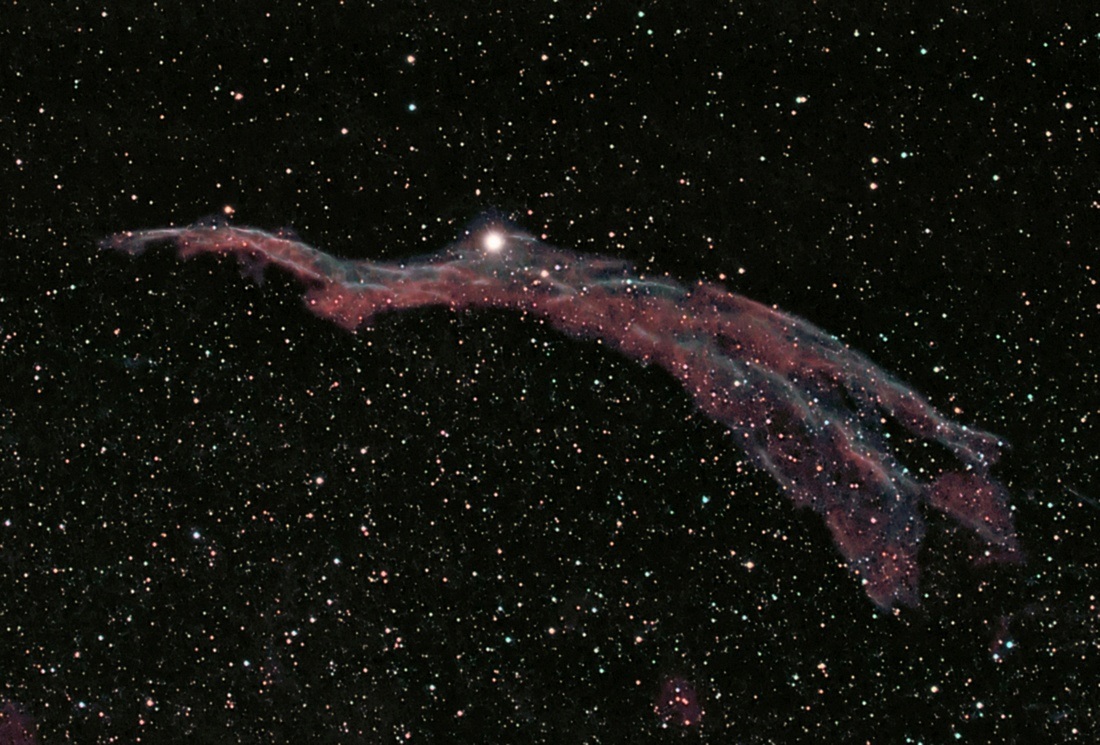
Véu Ocidental
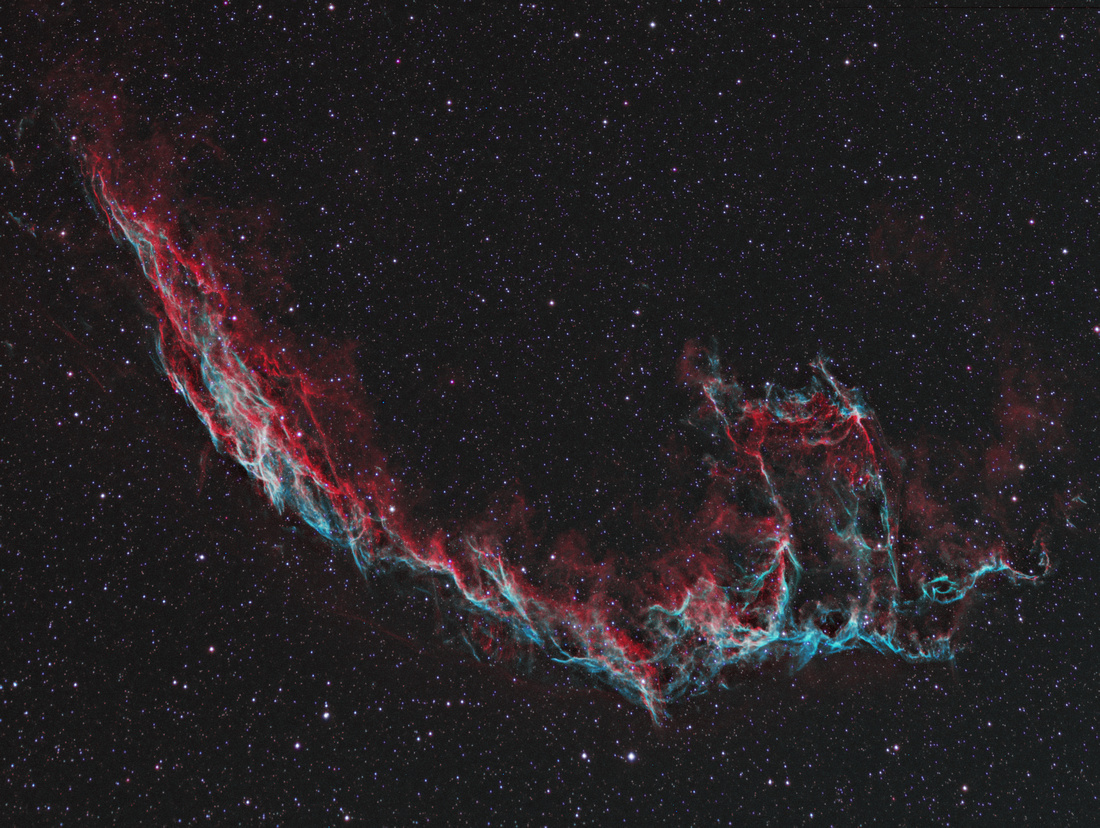
Véu Oriental